# Провулок Заріччя (Хмельницький)
Прову́лок Зарі́ччя розташований у мікрорайоні Виставка (на західній його околиці), в місцевості Заріччя, яка до 1946 року була приміським селом.

## Історія
Провулок сформувався ще за часів існування села Заріччя, до сьогодні зберіг приватну забудову. Названий на честь 1-го Травня — Дня міжнародної солідарності трудящих. У 2022 році перейменований на честь свого місця розташування, у місцевості Заріччя.